# Heterocampa umbrata
Heterocampa umbrata är en fjärilsart som beskrevs av Walker 1855. Heterocampa umbrata ingår i släktet Heterocampa och familjen tandspinnare. Inga underarter finns listade i Catalogue of Life.